# 保谷駅

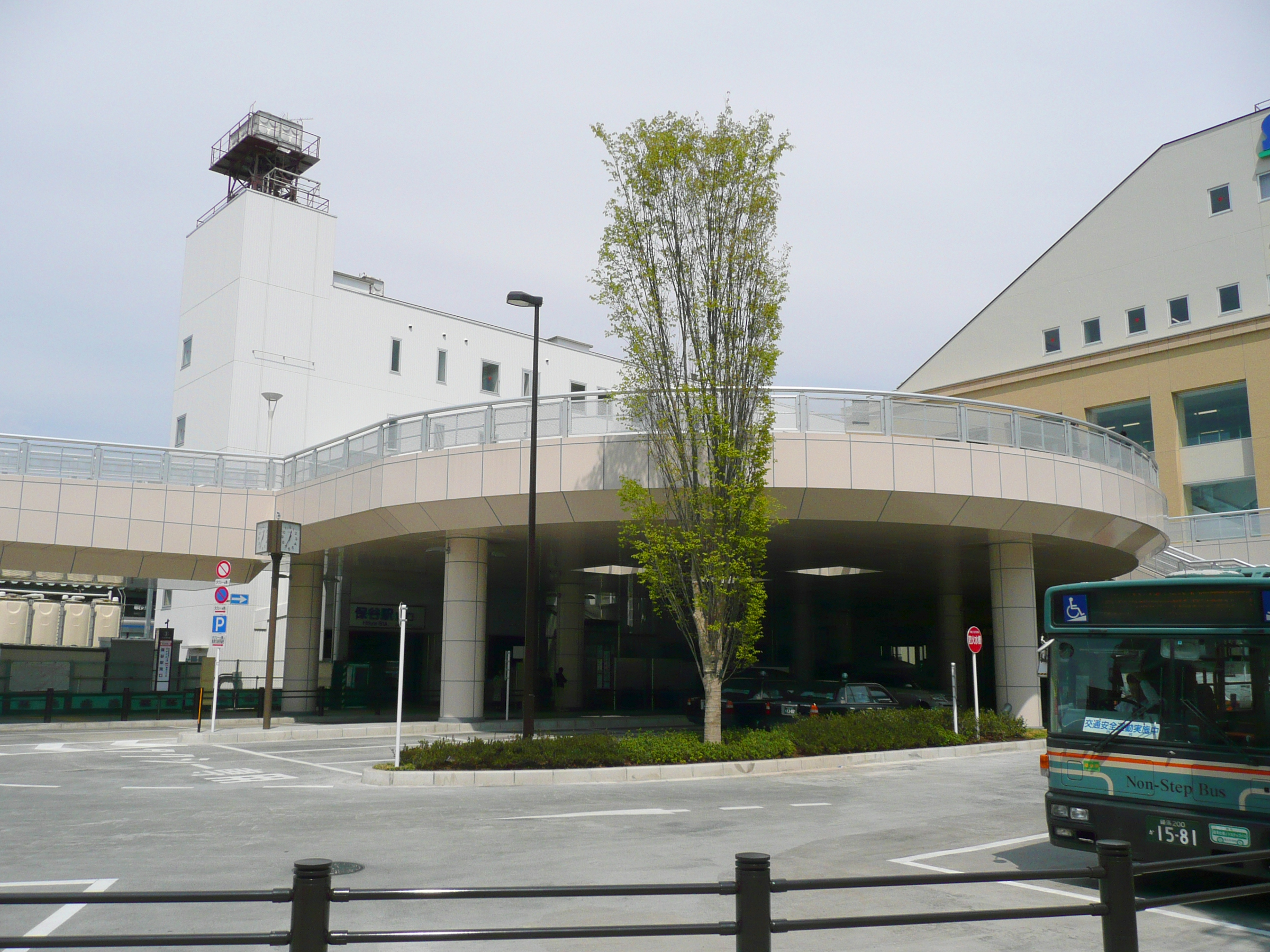
南口（2012年4月）

保谷駅（ほうやえき）は、東京都西東京市東町三丁目にある、西武鉄道池袋線の駅である。駅番号はSI12。
駅長室の所在地は西東京市だが、プラットホーム東側の3分の1ほどは練馬区にもまたがっている。

## 歴史
- 1915年（大正4年）4月15日 - 開業。
- 1964年（昭和39年）8月 - 構内踏切を廃止し、橋上駅舎使用開始、北口開設[1]。
- 1986年（昭和61年）12月30日 - 保谷乗務所ビル使用開始。
- 1991年（平成3年）12月27日 - 新駅舎使用開始。
- 2003年（平成15年） - 北口を改築。
- 2006年（平成18年）
  - 3月25日 - エレベーターおよびエスカレーター設置工事完了[2]。
  - 12月23日 - 待合室使用開始。
- 2007年（平成19年）2月11日 - バリアフリー化、駅構内改良工事が完了。トイレを移設、多機能トイレ使用開始[3]。
- 2009年（平成21年）4月16日 - 西武鉄道直営の新商業施設「Emio保谷」がリニューアルオープン。
- 2010年（平成22年）3月21日 - 新上りホーム（3番ホーム）が使用開始され、旧上りホーム（2番ホーム）が使用停止[4]。
- 2011年（平成23年）7月17日 - 駅改良工事完了。2番ホームが使用再開され、2面3線の構造となる[5]。

## 駅構造
単式ホーム1面1線と島式ホーム1面2線、計2面3線と橋上駅舎を有する地上駅。所沢寄りに保谷電留線があり、池袋駅との間の各駅停車の多くは当駅が始発・終点となっている。また、地下鉄直通列車も一部が当駅で折り返す。保谷乗務所が設置されており、当駅を停車する多くの列車で乗務員の交替が行われる。
ホームと橋上駅舎との間には、各ホームにそれぞれエレベーターが1基とエスカレーターが上下2基設置されている。なお3番ホームの幅員が1番・2番ホームよりも狭いことから、3番ホームからの上りエスカレーターはおよそ1人分の幅しかない規格のものが使用されている。橋上駅舎には改札内コンコースに多機能トイレがあり、改札外は南北自由通路となっている。北口側は地上との間にエレベーターと上りエスカレーターが1基ずつ、南口側はペデストリアンデッキに接続しているほか、エレベーターと上りエスカレーターが1基ずつ設置されている。

### のりば
| ホーム | 路線   | 方向 | 行先                               | 備考         |
| ------ | ------ | ---- | ---------------------------------- | ------------ |
| 1      | 池袋線 | 下り | 所沢・飯能・西武秩父方面           |              |
| 2      | 池袋線 | 下り | 所沢・飯能・西武秩父方面           | 一部の列車   |
| 2      | 池袋線 | 上り | 練馬・池袋・新木場・渋谷・横浜方面 | 当駅始発など |
| 3      | 池袋線 | 上り | 練馬・池袋・新木場・渋谷・横浜方面 |              |

（出典：西武鉄道:駅構内図）
- 実際には2番ホームの方面表記は未記載である。

2番ホームの用途は概ね次の3通りである。
1. 当駅止まり列車の大半
当駅止まりの列車は2番ホームに停車した後、通常は保谷電留線に入庫する。ただし当駅から下り回送列車となる場合には、1番ホームに停車することがある。
2. 当駅始発列車の一部
上り始発列車は原則3番ホームから出発するが、朝ラッシュ時や折り返し時間が短い場合などに、2番ホームに到着した当駅止まりの列車がそのまま折り返すことがある。その場合、西武新宿線各駅の上りホームと同じメロディが流れる。また下り列車は唯一初電車のみが当駅始発で、2番ホームから出発する。
3. 下り優等列車の待避
当駅で特急および快速急行の通過待ちや「S-TRAIN」との接続（※平日ダイヤのみ）を行う下り列車がある。またダイヤが乱れた場合には、急行や快速を待ち合わせる場合もある。

- 有料座席指定列車「S-TRAIN」は、平日ダイヤのみ上下列車とも当駅に停車する（土休日ダイヤでは通過する）。なお小手指行きは降車専用扱い、豊洲行きは乗車専用扱いとなり、当駅を含む西武線内のみの乗車はできない（当駅 - 東京メトロ有楽町線・飯田橋駅までの乗車は可）[6]。

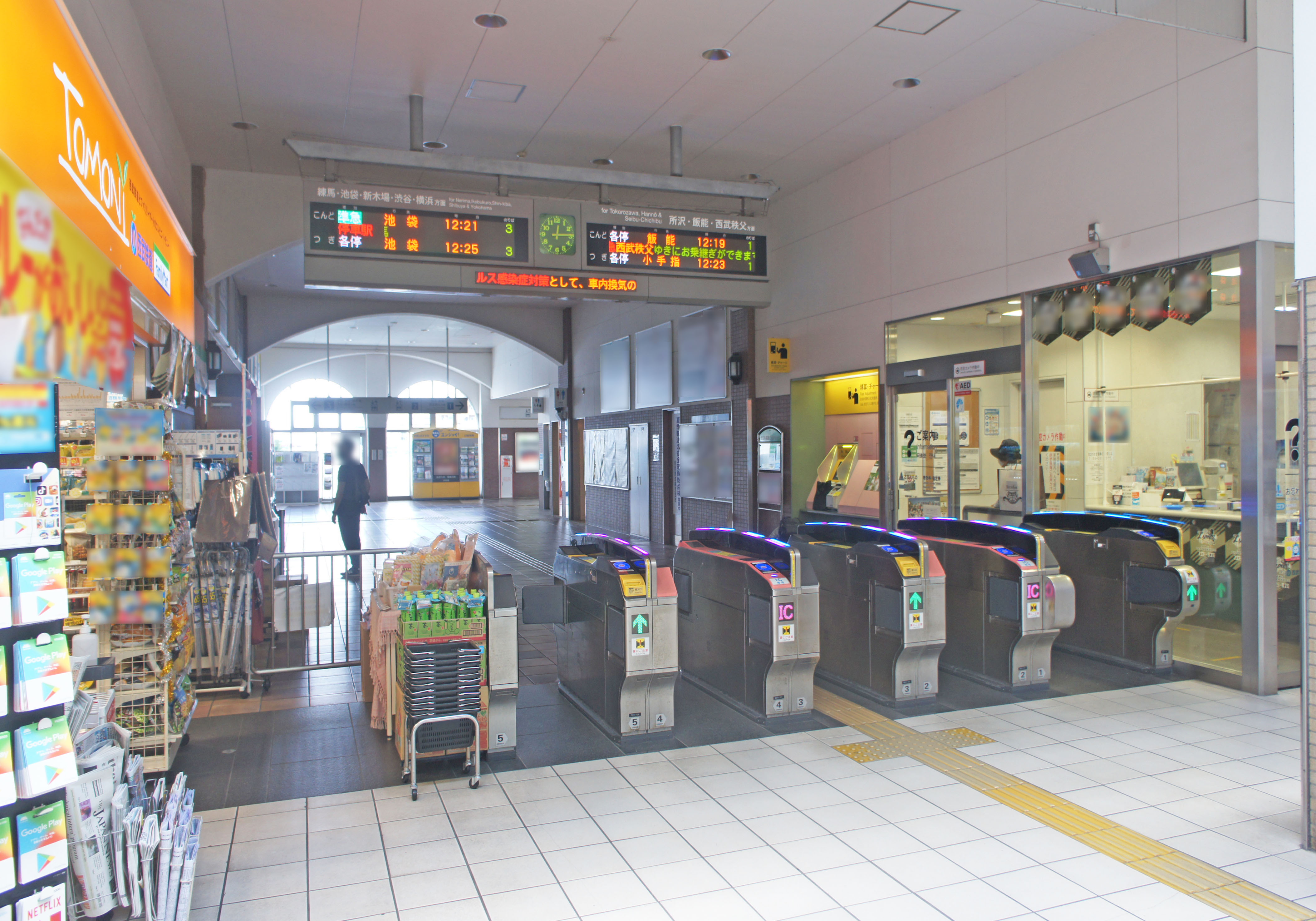
改札口（2022年7月）
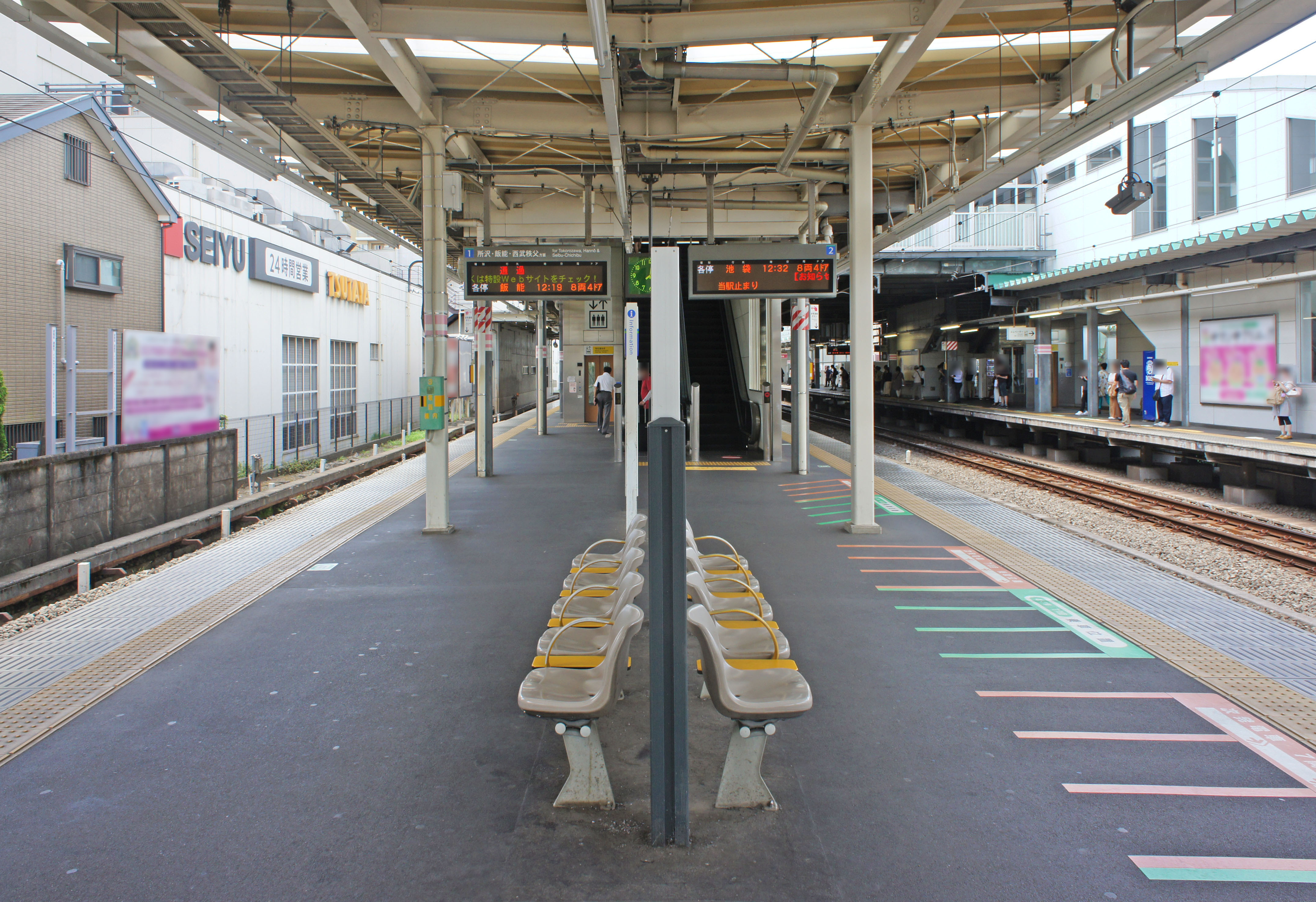
1・2番ホーム（2022年7月）
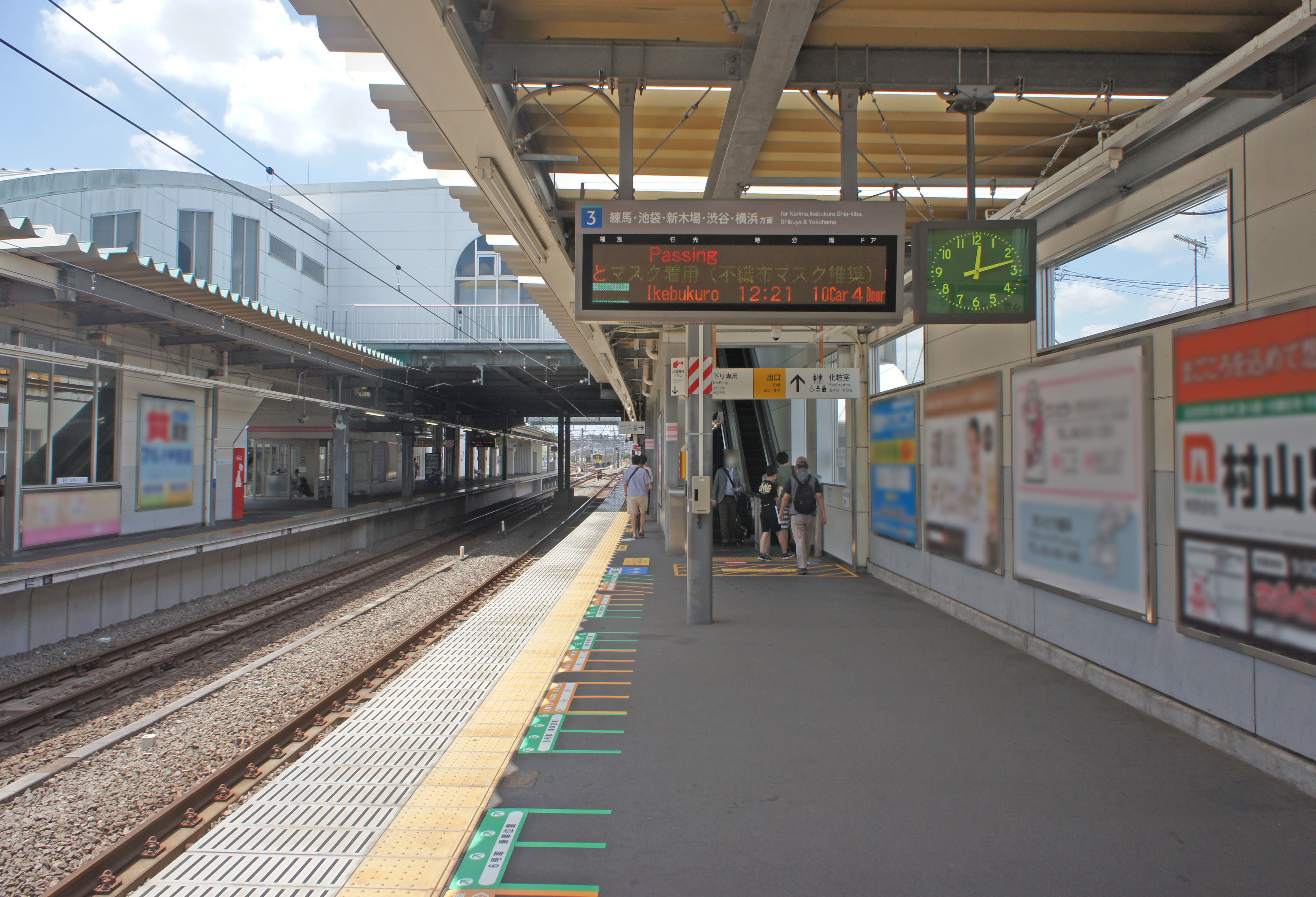
3番ホーム（2022年7月）

### 保谷電留線
所沢寄りに保谷電留線がある。留置線への出入庫は、2番または3番ホームを通して行なわれる。両ホームともに、池袋方、所沢方の両方に出発信号機を備えており、構造上は3番ホームから下り列車を出発させることも可能である。10両編成が2編成収容できる留置線と8両編成が6編成収容できる留置線があり、このうち3本が夜間に翌朝の始発列車へ備えて車両が留置されている。なお上り初電車は朝4時25分で、これは関東地方の私鉄の中で最も早い時刻である。
事故などでダイヤが乱れて運転整理を行っている時に、地下鉄線からの列車が当駅で運転を打ち切り、留置線を経由して折り返すことがある。その場合、通常当駅を通過する地下鉄直通快速が当駅に臨時停車する場合がある。ただし、運転整理は石神井公園駅・所沢駅・小手指駅などで行うことが多い。

### 駅改良工事
かつては島式ホーム1面2線のみであったが、東京メトロ副都心線を介した東急東横線方面への直通運転に伴い、北側に3番ホームを増設する改良工事が行われた。事業計画は2008年度の設備投資計画の中で発表され、ホームの混雑緩和、下り当駅止まりの列車が本線を塞ぐことによる後続列車への支障や保谷電留線への出入庫による上り線への障害の緩和、それによる速達性・定時運転の確保と踏切部における渋滞緩和を見込んだものであった。
2010年3月21日、初電から新上りホームとして3番ホームを供用開始し、旧上りホームの2番ホームは一時的に使用停止とした。その後、下りホームを所沢寄りにずらして停止位置目標を50メートル移動させ、新2番ホームの線路と本線との渡り線（池袋側）が設けられた後、2011年7月17日の2番ホームの使用再開をもって駅改良工事は完成した。

## 利用状況
2024年（令和6年）度の1日平均乗降人員は56,960人であり、西武鉄道全92駅中14位。ここ数年は増加傾向にある。
近年の1日平均の乗降・乗車人員の推移は下表の通り。
| 年度               | 1日平均 乗降人員 | 1日平均 乗車人員 | 出典     |
| ------------------ | ---------------- | ---------------- | -------- |
| 1990年（平成02年） |                  | 26,227           | [ * 1 ]  |
| 1991年（平成03年） |                  | 26,773           | [ * 2 ]  |
| 1992年（平成04年） |                  | 27,436           | [ * 3 ]  |
| 1993年（平成05年） |                  | 27,953           | [ * 4 ]  |
| 1994年（平成06年） |                  | 27,800           | [ * 5 ]  |
| 1995年（平成07年） |                  | 27,634           | [ * 6 ]  |
| 1996年（平成08年） |                  | 27,822           | [ * 7 ]  |
| 1997年（平成09年） |                  | 27,301           | [ * 8 ]  |
| 1998年（平成10年） |                  | 27,099           | [ * 9 ]  |
| 1999年（平成11年） |                  | 26,598           | [ * 10 ] |
| 2000年（平成12年） |                  | 26,397           | [ * 11 ] |
| 2001年（平成13年） |                  | 26,504           | [ * 12 ] |
| 2002年（平成14年） | 52,328           | 26,156           | [ * 13 ] |
| 2003年（平成15年） | 52,295           | 26,161           | [ * 14 ] |
| 2004年（平成16年） | 52,245           | 26,118           | [ * 15 ] |
| 2005年（平成17年） | 52,954           | 26,451           | [ * 16 ] |
| 2006年（平成18年） | 53,876           | 26,904           | [ * 17 ] |
| 2007年（平成19年） | 54,770           | 27,376           | [ * 18 ] |
| 2008年（平成20年） | 55,492           | 27,746           | [ * 19 ] |
| 2009年（平成21年） | 56,041           | 28,029           | [ * 20 ] |
| 2010年（平成22年） | 55,545           | 27,847           | [ * 21 ] |
| 2011年（平成23年） | 55,162           | 27,631           | [ * 22 ] |
| 2012年（平成24年） | 56,684           | 28,402           | [ * 23 ] |
| 2013年（平成25年） | 58,280           | 29,212           | [ * 24 ] |
| 2014年（平成26年） | 58,481           | 29,277           | [ * 25 ] |
| 2015年（平成27年） | 60,058           | 30,085           | [ * 26 ] |
| 2016年（平成28年） | 60,672           | 30,375           | [ * 27 ] |
| 2017年（平成29年） | 62,076           | 31,071           | [ * 28 ] |
| 2018年（平成30年） | 63,043           | 31,553           | [ * 29 ] |
| 2019年（令和元年） | 63,372           | 31,721           | [ * 30 ] |
| 2020年（令和02年） | 47,517           |                  |          |
| 2021年（令和03年） | 50,054           |                  |          |
| 2022年（令和04年） | 53,701           |                  |          |
| 2023年（令和05年） | 55,681           |                  |          |
| 2024年（令和06年） | 56,960           |                  |          |

## 駅周辺
駅周辺には閑静な住宅街が広がっている。

### 駅構内

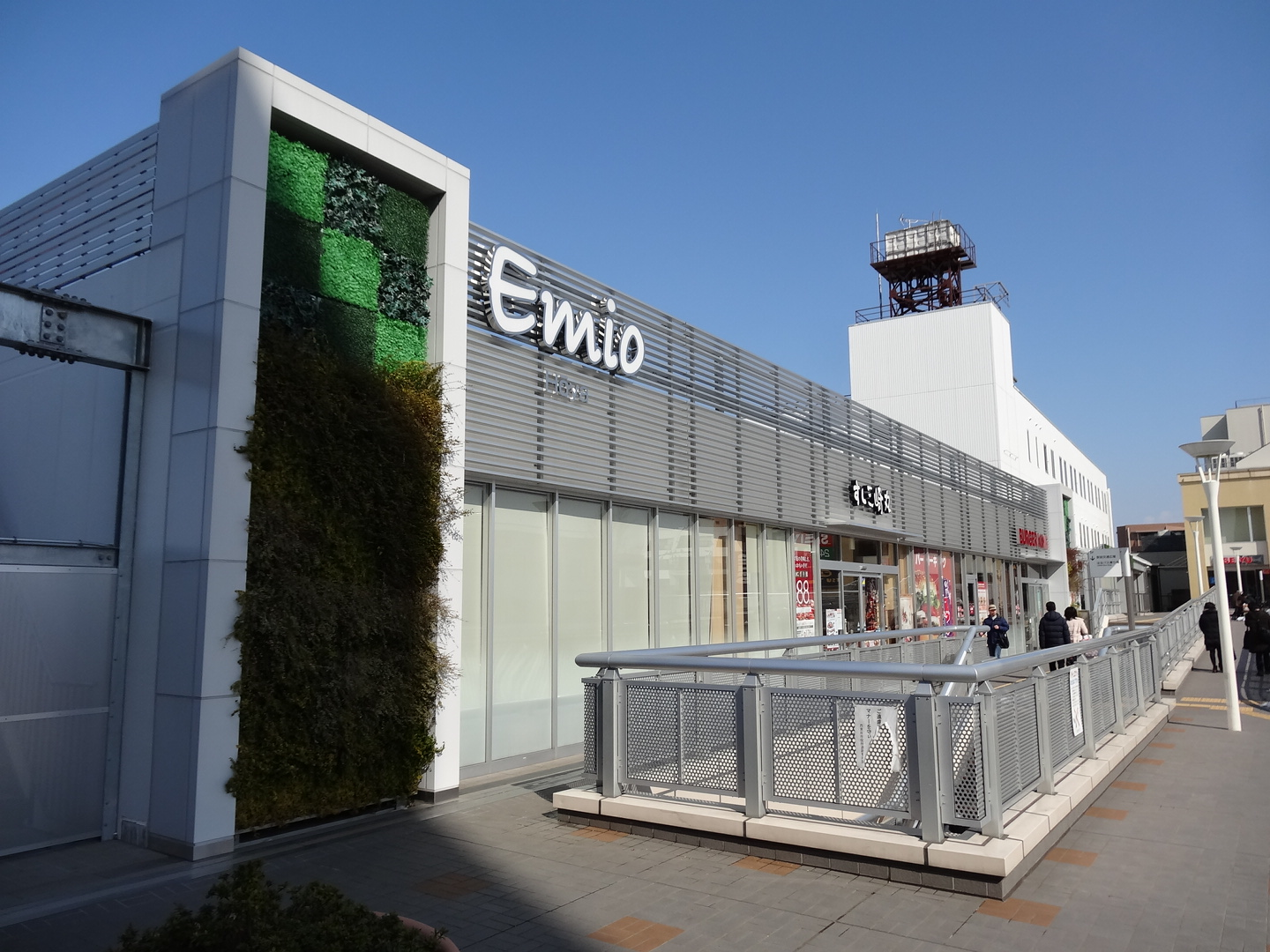
駅舎と南口ペデストリアンデッキに直結しているEmio保谷（2014年2月）

出店店舗の詳細は西武プロパティーズ公式サイト「保谷駅の店舗情報」を参照。
- ITS' DEMO（改札正面）
- Emio保谷
- みずほ銀行・ゆうちょ銀行ATM
- TOMONY

### 北口
都市再開発は一段落しているが、駅前に駐車場や畑が多く残り今後の開発の余地がある。
- タクシー乗り場（屋根なし）
- 西東京市立下保谷児童館・下保谷福祉会館（駅から少し歩く） - 以前は図書館も同じ建物内にあったが、廃止され南口に移転。
- 業務スーパー 保谷店
- 保谷駅前郵便局
- 西武鉄道保谷電留線（旧・保谷車両管理所）
- あらやしき公園 - 北口から徒歩5分程度の距離にある西東京市の公園施設。土地の寄贈を受けて整備された。半地下式の自転車駐車場の上部に公園施設がある立体構造となっている。
- 都市計画道路(福泉寺通り) - 北口から北へ向かい、下保谷三丁目のセブン-イレブン前で西東京3・4・13号線（主要地方道25号飯田橋石神井新座線）と接続し、さらに北の西大泉児童園東交差点で産業道路（主要地方道24号練馬所沢線）と接続する計画である。
- 練馬南大泉五郵便局
- 練馬区役所 大泉西出張所
- 保谷厚生病院

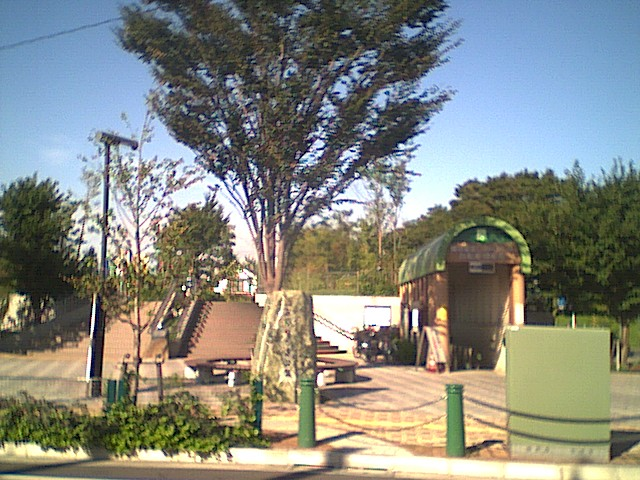
あらやしき公園
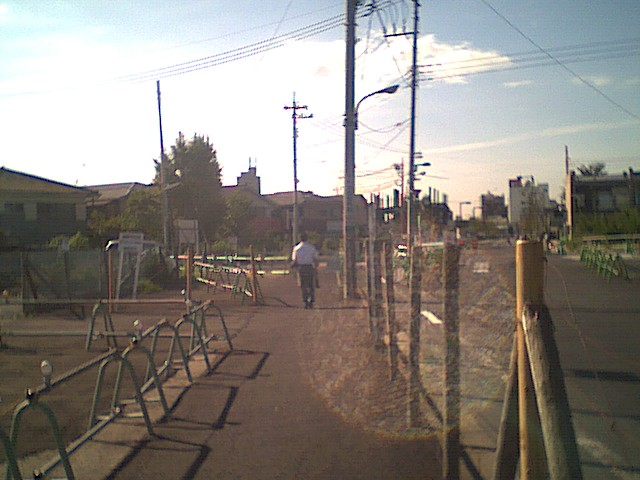
2004年9月における駅北口の都市計画道路。遠方に北口が見える。駅前広場から北に向かって500m程度の距離まで道路が整備され、未整備部には木杭と鉄線で囲われた「道路用地」が散在している。

### 南口
事業体の一つである日本綜合地所が経営破綻した影響で一時中断していたが、2012年3月に再開発が完了した。ロータリーやペデストリアンデッキを備えた交通広場が整備された。
- 南口交通広場 - ペデストリアンデッキが2012年3月4日完成、交通広場運用開始。
- SOLEIL保谷（ソレイユ保谷） -  駅前再開発ビル1街区。ペデストリアンデッキで連絡。
- SUTEA（ステア） - 駅前再開発ビル2街区。南口2階デッキ直結。
  - 西友 保谷店 - 1～3階に2008年9月3日開店[注釈 1]。
  - 西東京市 保谷駅前図書館 - 4階に2008年6月29日開館。
  - 西東京市 保谷駅前公民館 - 5階に2008年6月29日開館。
- 三菱UFJ銀行 保谷支店
- 西京信用金庫 保谷支店
- 保谷街道（東京都道233号東大泉田無線）
- 旧早稲田通り（東京都道25号飯田橋石神井新座線）
- 保谷東町郵便局
- 練馬南大泉三郵便局
- 田無警察署 保谷駅前交番
- 練馬区立南大泉図書館・青少年館
- コモディイイダ大泉店
- ヨークフーズ保谷店 - 2023年9月20日開店
- いなげや保谷駅南店
- 西東京市立明保中学校

## バス路線
特記以外、西武バス上石神井営業所が運行。

### 南口周辺発着
2006年10月から2012年3月3日まで、南口再開発事業に伴い、「保谷駅」停留所1 - 3番のりばが通称・かえで通り上に移動していた。2012年3月4日の南口ロータリー供用開始により「保谷駅」バス停留所はロータリーに移転の上「保谷駅南口」に改称した（関東バスは同年2月15日に改称のみ先行実施）。2016年4月2日に南口バス発着場所の改正（乗り場番号変更）を実施した。
「保谷駅南口」停留所
- 西武バス
  - 1番のりば
    - 鷹21：三鷹駅 ※関東バス（武蔵野営業所）と共同運行

  - 2番のりば
    - 吉63：吉祥寺駅
    - 田41：田無駅
    - 保03：西武車庫

  - 2022年10月10日までは、練馬区みどりバス保谷ルートがここから発着していた（10月11日に経路変更）。
  - 3番のりば
    - 吉66：吉祥寺駅
    - 保02：西武車庫
    - 鷹21・田41・保01：天神山 ※鷹21は関東バス（武蔵野営業所）と共同運行

  - 降車専用

「保谷駅入口」停留所
駅南口南方。乗車は旧早稲田通り上、降車は駐輪場前。
- 西武バス
  - 練馬区みどりバス南大泉ルート：関町福祉園

この他、保谷街道沿い三菱UFJ銀行前に池袋駅東口発小手指駅・清瀬駅入口行深夜急行バス（西武バス練馬営業所が運行）の降車場がある。

### 北口発着
「保谷駅北口」停留所
- 駅出入口前、タクシー乗り場先の停留所
  - 西武バス
    - 西東京市はなバス第1ルート：北町循環 ※西武バス滝山営業所が運行
- 眼鏡市場横の停留所
  - 西武バス
    - 練馬区みどりバス保谷ルート：練馬光が丘病院

## 隣の駅
西武鉄道
 池袋線
- □S-TRAIN停車駅（平日のみ停車。豊洲行きは乗車のみ、小手指行きは降車のみ取り扱い）

■快速急行・■急行・■快速
通過
■通勤急行（上りのみ運転）
大泉学園駅 (SI11) ← 保谷駅 (SI12) ← 東久留米駅 (SI14)
■通勤準急（上りのみ運転）・■準急・■各駅停車
大泉学園駅 (SI11) - 保谷駅 (SI12) - ひばりヶ丘駅 (SI13)